# シジクレイ・デ・ソウザ
シジクレイ・デ・ソウザ（Sidiclei de Souza、1972年5月13日 - ）は、ブラジル出身の元サッカー選手、サッカー指導者。ポジションはディフェンダー、ミッドフィールダー。

## 経歴
父のシジネイ、兄のジャン・カルロ、さらに3人の親戚もブラジルでプロサッカー選手になったサッカー一家で生まれ育つ。ボランチだった父の影響で、自らも少年時代からボランチとしてプレーしていた。地元のカスカヴェルECのジュニオールでプレーした後、1990年にパラナ州内にある日系クラブのSEマツバラに移り、1993年、20歳の頃にプロ契約を結ぶ。
1996年、アトレチコ・パラナエンセに移籍し、兄のジャン・カルロと同じチームでプレーする。アトレチコでは全国選手権で8位となったチームの主力選手だった。
1997年にマツバラからジャパンフットボールリーグのモンテディオ山形に加入して、初来日を果たす。1998年にはクラブのJFL3位という好成績に大きく貢献した。
1999年、J1の京都パープルサンガに完全移籍。4月17日の浦和レッズ戦のJリーグ初ゴールは 決勝ゴールとなった。初のJリーグでも1年を通して活躍し、出場停止1試合を除く29試合にフル出場した。自身は翌2000年も京都でのプレーを考えていたが、「このチームで続けられる、と思っていたらできなかった。いまでもその理由が分からない」 と述懐する何らかの理由により実現せず、この年は大分トリニータに期限付き移籍される事になった。大分は最終節までJ1昇格争いに絡み、2位と勝ち点1差の3位でシーズンを終えた。
翌2001年、今度はヴィッセル神戸に期限付き移籍で加入し、2002年からは完全移籍となった。2002年はDFながら途中加入のFWオゼアスと並ぶチーム最多6得点を記録。
2004年、神戸からガンバ大阪に完全移籍。2005年はクラブ史上初となる外国人キャプテンに任命され、G大阪はこの年にナビスコカップ準優勝、J1リーグ初優勝を果たすなど、ガンバの躍進に貢献した。2007年のナビスコカップ準決勝、鹿島アントラーズ戦の2ndレグでは2-3と敗れたが、66分に決めたゴール によりガンバは決勝に進出し、決勝でも先発出場し、川崎フロンターレを1-0と破って の優勝に貢献した。
2008年、9年ぶりに京都サンガF.C.に復帰。2009年12月1日、京都は契約満了に伴いシジクレイと来シーズンの契約を結ばないことを発表した。Jリーグでは通算289試合26ゴール(2020年
4月の時点で、外国人選手としては289試合出場は歴代2位)、Jリーグカップでは60試合11ゴール、J2では35試合5ゴールの成績を残した。
2010年、古巣のカスカヴェルCR（旧・カスカヴェルEC）と契約。5月にCNマルシリオ・ジアスへ移籍。
2011年、カスカヴェルにて再び兄のジャン・カルロとチームメイトになる。その後ECアギア・ネグラに移籍。主将として2012年のマットグロッソドスル州選手権に優勝し、2012年5月に現役を引退した。引退後、ECアギア・ネグラのコーチに就任。
2013年、ガンバ大阪のコーチに就任。2015年シーズン終了後、契約満了により退団。

## インターネットスラング
シジクレイがガンバ大阪在籍時の2005年頃、ガンバ守備陣の主軸として敵の攻撃を弾き返す彼の姿を讃えた「残念、そこはシジクレイだ」という言い回しがインターネット掲示板「2ちゃんねる」で生まれ、シジクレイを模したアスキーアートとともに用いられた。その後、「残念、そこは（選手名）だ」という表現は、シジクレイに限らず優れた守備力で敵の攻撃を食い止める選手に対して用いられるようになり、さらに野球など他のスポーツでも守備に優れた選手に対して用いられるインターネットスラングとなっている。

## 所属クラブ
ユース経歴
- 1987年 - 1990年  カスカヴェルEC 下部組織

プロ経歴
- 1990年 - 1997年  SEマツバラ
  - 1996年  アトレチコ・パラナエンセ (期限付き移籍)
- 1997年 - 1998年  モンテディオ山形
- 1999年 - 2001年  京都パープルサンガ
  - 2000年  大分トリニータ (期限付き移籍)
  - 2001年  ヴィッセル神戸 (期限付き移籍)
- 2002年 - 2003年  ヴィッセル神戸
- 2004年 - 2007年  ガンバ大阪
- 2008年 - 2009年  京都サンガF.C.
- 2010年 - 2011年  カスカヴェルCR
  - 2010年7月 - 同年12月    CNマルシリオ・ジアス (期限付き移籍)
- 2011年2月 - 同年5月    ECアギア・ネグラ

## 個人成績
| 国内大会個人成績 | 国内大会個人成績 | 国内大会個人成績 | 国内大会個人成績 | 国内大会個人成績 | 国内大会個人成績 | 国内大会個人成績 | 国内大会個人成績 | 国内大会個人成績 | 国内大会個人成績 | 国内大会個人成績 | 国内大会個人成績 |
| 年度             | クラブ           | 背番号           | リーグ           | リーグ戦         | リーグ戦         | リーグ杯         | リーグ杯         | オープン杯       | オープン杯       | 期間通算         | 期間通算         |
| 年度             | クラブ           | 背番号           | リーグ           | 出場             | 得点             | 出場             | 得点             | 出場             | 得点             | 出場             | 得点             |
| ブラジル         | ブラジル         | ブラジル         | ブラジル         | リーグ戦         | リーグ戦         | ブラジル杯       | ブラジル杯       | オープン杯       | オープン杯       | 期間通算         | 期間通算         |
| ---------------- | ---------------- | ---------------- | ---------------- | ---------------- | ---------------- | ---------------- | ---------------- | ---------------- | ---------------- | ---------------- | ---------------- |
| 1990             | マツバラ         |                  | -                |                  |                  |                  |                  |                  |                  |                  |                  |
| 1991             | マツバラ         |                  | -                |                  |                  |                  |                  |                  |                  |                  |                  |
| 1992             | マツバラ         |                  | セリエC          |                  |                  |                  |                  |                  |                  |                  |                  |
| 1993             | マツバラ         |                  | セリエC          |                  |                  |                  |                  |                  |                  |                  |                  |
| 1994             | マツバラ         |                  | セリエC          |                  |                  |                  |                  |                  |                  |                  |                  |
| 1995             | マツバラ         |                  | セリエC          |                  |                  |                  |                  |                  |                  |                  |                  |
| 1996             | アトレチコ-PR    |                  | セリエA          |                  |                  |                  |                  |                  |                  |                  |                  |
| 1996             | マツバラ         |                  | セリエC          |                  |                  |                  |                  |                  |                  |                  |                  |
| 1997             | マツバラ         |                  | -                |                  |                  |                  |                  |                  |                  |                  |                  |
| 日本             | 日本             | 日本             | 日本             | リーグ戦         | リーグ戦         | リーグ杯         | リーグ杯         | 天皇杯           | 天皇杯           | 期間通算         | 期間通算         |
| 1997             | 山形             | 8                | 旧JFL            | 22               | 5                | -                | -                | 3                | 1                | 25               | 6                |
| 1998             | 山形             | 8                | 旧JFL            | 27               | 4                | -                | -                | 4                | 2                | 31               | 6                |
| 1999             | 京都             | 5                | J1               | 29               | 4                | 4                | 0                | 1                | 0                | 34               | 4                |
| 2000             | 大分             | 5                | J2               | 35               | 5                | 2                | 1                | 3                | 1                | 40               | 7                |
| 2001             | 神戸             | 5                | J1               | 28               | 0                | 3                | 1                | 2                | 0                | 33               | 1                |
| 2002             | 神戸             | 5                | J1               | 27               | 6                | 6                | 2                | 1                | 0                | 34               | 8                |
| 2003             | 神戸             | 5                | J1               | 30               | 6                | 6                | 1                | 3                | 1                | 39               | 8                |
| 2004             | G大阪            | 2                | J1               | 30               | 3                | 5                | 1                | 3                | 0                | 38               | 4                |
| 2005             | G大阪            | 2                | J1               | 28               | 1                | 11               | 3                | 3                | 1                | 42               | 5                |
| 2006             | G大阪            | 2                | J1               | 31               | 3                | 2                | 0                | 1                | 0                | 34               | 3                |
| 2007             | G大阪            | 5                | J1               | 33               | 2                | 11               | 2                | 3                | 0                | 47               | 4                |
| 2008             | 京都             | 3                | J1               | 33               | 1                | 5                | 0                | 2                | 0                | 40               | 1                |
| 2009             | 京都             | 3                | J1               | 20               | 0                | 5                | 0                | 2                | 0                | 27               | 0                |
| ブラジル         | ブラジル         | ブラジル         | ブラジル         | リーグ戦         | リーグ戦         | ブラジル杯       | ブラジル杯       | オープン杯       | オープン杯       | 期間通算         | 期間通算         |
| 2010             | カスカヴェル     |                  | -                |                  |                  |                  |                  |                  |                  |                  |                  |
| 通算             | ブラジル         | ブラジル         | セリエA          |                  |                  |                  |                  |                  |                  |                  |                  |
| 通算             | ブラジル         | ブラジル         | セリエC          |                  |                  |                  |                  |                  |                  |                  |                  |
| 通算             | 日本             | 日本             | J1               | 289              | 26               | 58               | 10               | 21               | 2                | 368              | 38               |
| 通算             | 日本             | 日本             | J2               | 35               | 5                | 2                | 1                | 3                | 1                | 40               | 7                |
| 通算             | 日本             | 日本             | 旧JFL            | 49               | 9                | -                | -                | 7                | 3                | 56               | 12               |
| 総通算           |                  |                  |                  |                  |                  |                  |                  |                  |                  |                  |                  |

その他の公式戦
- 2006年
  - スーパーカップ 1試合0得点
- 2007年
  - スーパーカップ 1試合0得点

| 国際大会個人成績 | 国際大会個人成績 | 国際大会個人成績 | 国際大会個人成績 | 国際大会個人成績 |
| 年度             | クラブ           | 背番号           | 出場             | 得点             |
| AFC              | AFC              | AFC              | ACL              | ACL              |
| ---------------- | ---------------- | ---------------- | ---------------- | ---------------- |
| 2006             | G大阪            | 2                | 6                | 0                |
| 通算             | AFC              | AFC              | 6                | 0                |

その他の国際公式戦
- 2006年
  - A3チャンピオンズカップ 2試合0得点
- Jリーグ初出場 - 1999年3月6日 J1.1st第1節 vs柏レイソル（日立柏サッカー場）
- Jリーグ初得点 - 1999年4月17日 J1.1st第7節 vs浦和レッドダイヤモンズ（浦和駒場スタジアム）

## タイトル

### クラブ
ガンバ大阪
- Jリーグ ディビジョン1：1回（2005年）
- ナビスコカップ：1回（2007年）
- ゼロックススーパーカップ：1回（2007年）

ECアギア・ネグラ
- マットグロッソドスル州選手権：1回（2012年）

### 個人
- Jリーグ優秀選手賞：4回（2001年、2002年、2004年、2006年）

## 指導歴
- 2012年  ECアギア・ネグラ コーチ
- 2013年 - 2015年  ガンバ大阪 コーチ